# Biosteres borneensis
Biosteres borneensis är en stekelart som först beskrevs av Fischer 1962.  Biosteres borneensis ingår i släktet Biosteres och familjen bracksteklar. Inga underarter finns listade.